# Ionuț Simionca
Ionuț Simionca (n. 12 martie 1984

) este un politician român, secretar general al Partidului Mișcarea Populară (din februarie 2022), președinte al PMP Bistrița-Năsăud, ales deputat de Bistrița-Năsăud din partea PMP în mandatul 2016-2020. 

## Studii
Acesta a urmat, în perioada 1998-2002, cursurile Liceului Agricol cu profil veterinar din Bistrița, după care și-a dorit să aprofundeze studiile în domeniu, ceea ce l-a determinat să se înscrie la Facultatea de Zootehnie și Biotehnologie din cadrul Universității de Științe Agricole și Medicină Veterinară din Cluj-Napoca, pe care a absolvit-o în 2011. În 2020, Ionuț Simionca a absolvit programul de master „Puterea executivă și administrația publică” la Facultatea de Administrație Publică din cadrul SNSPA.
Pe perioada șederii în Statele Unite ale Americii, Ionuț Simionca a urmat mai multe cursuri de pregătire în domeniul managementului:  101 Ways of Leadership, Project Management on LLC and INC, and Safety Training. În România, a absolvit două cursuri: Managementul IMM-urilor și Dezvoltarea în mediul rural și accesarea fondurilor europene, ambele foarte utile pentru activitatea sa ulterioară.

## Experiență profesională
În 2005, Ionuț Simionca a urmat visul american și a plecat în Statele Unite ale Americii prin programul „Work and Travel”. După încheierea programului, a rămas în continuare dincolo de ocean, lucrând în mai multe companii ca angajat, iar mai apoi ca antreprenor. A fost președinte al Simi’s Home Improvement LLC (2006-2013) și al SIMI Construction INC (2013-2017).

## Activitate politică
Ionuț Simionca a devenit membru al Partidului Mișcarea Populară în februarie 2015 și, o lună mai târziu, a fost ales președinte al Organizației PMP Bistrița-Năsăud, funcție pe care o deține și în prezent. În perioada iunie 2018 - februarie 2022,  Ionuț Simionca a fost vicepreședinte al Partidului Mișcarea Populară. Din februarie 2022, este secretar general al Partidului Mișcarea Populară. În mandatul 2016-2020, acesta a fost deputat ales în circumscripția electorală nr.6 Bistrița-Năsăud. 
Dintre numeroasele inițiative parlamentare pe care le-a avut Ionuț Simionca, mai multe au devenit legi:
- LEGEA nr. 28 din 15 ianuarie 2018 pentru completarea Legii nr. 307/2006 privind apărarea împotriva incendiilor, publicată în M.Of. nr. 49/18 ian. 2018
- LEGEA nr.154 din 26 iunie 2018 pentru completarea Ordonanței Guvernului nr. 43/1997 privind regimul drumurilor, publicată în M.Of. nr. 543/29 iun. 2018
- LEGEA nr. 291/2018 privind aprobarea obiectivului de investiții Autostrada Iași-Târgu Mureș, Autostrada Unirii, publicată în Monitorul Oficial, Partea I nr. 1022 din 29 noiembrie 2018
- LEGEA nr. 48/2019 pentru modificarea și completarea Legii educației naționale nr. 1/2011, publicată în Monitorul Oficial, Partea I nr. 199 din 13 martie 2019
- LEGEA nr. 190 din 25 octombrie 2019 pentru modificarea Legii nr. 351/2001 privind aprobarea Planului de amenajare a teritoriului național, publicată în  Monitorul Oficial nr. 868 din 28 octombrie 2019
- LEGEA nr. 123 din 10 iulie 2020 pentru modificarea și completarea Ordonanței de urgență a Guvernului nr. 195/2005 privind protecția mediului, publicată în  Monitorul Oficial nr. 613 din 13 iulie 2020
- LEGEA nr. 85 din 25 aprilie 2019 pentru abrogarea alin. (5) și (6) ale art. 6^6 din Ordonanța Guvernului nr. 42/2004 privind organizarea activității sanitar-veterinare și pentru siguranța alimentelor, publicată în  MONITORUL OFICIAL nr. 331 din 2 mai 2019
- LEGEA nr. 194 din 29 octombrie 2019 pentru modificarea și completarea Legii nr. 132/2010 privind colectarea selectivă a deșeurilor în instituțiile publice, publicată în  Monitorul Oficial nr. 875 din 30 octombrie 2019
- LEGEA nr. 45 din 3 aprilie 2020 pentru modificarea și completarea Legii nr. 272/2004 privind protecția și promovarea drepturilor copilului, publicată în  Monitorul Oficial nr. 287 din 6 aprilie 2020
- LEGEA nr. 236 din 11 decembrie 2019 pentru modificarea și completarea art. 15 din Ordonanța Guvernului nr. 42/2004 privind organizarea activității sanitar-veterinare și pentru siguranța alimentelor, precum și pentru modificarea unor acte normative, publicată în  Monitorul Oficial nr. 1004 din 13 decembrie 2019
- LEGEA nr. 150/2019 pentru completarea art. 1 din Legea drepturilor pacientului nr. 46/2003, publicată în Monitorul Oficial, Partea I nr. 619 din 25 iulie 2019
- LEGEA nr. 65 din 21 mai 2020 pentru completarea alin. (3) al art. 135 din Legea nr. 95/2006 privind reforma în domeniul sănătății, publicată în  Monitorul Oficial nr. 428 din 21 mai 2020
- LEGEA nr. 145 din 22 iulie 2020 pentru modificarea și completarea Legii nr. 448/2006 privind protecția și promovarea drepturilor persoanelor cu handicap, publicată în  Monitorul Oficial nr. 648 din 22 iulie 2020
- LEGEA nr. 251 din 23 decembrie 2019 pentru modificarea Legii cadastrului și a publicității imobiliare nr. 7/1996, publicată în  MONITORUL OFICIAL nr. 1044 din 24 decembrie 2019
- LEGEA nr. 184 din 20 august 2020 pentru modificarea și completarea Legii educației naționale nr. 1/2011, publicată în  MONITORUL OFICIAL nr. 762 din 20 august 2020
- LEGEA nr. 133 din 15 iulie 2020 pentru completarea art. 83 din Legea educației naționale nr. 1/2011, publicată în  MONITORUL OFICIAL nr. 623 din 15 iulie 2020
- LEGEA nr. 193 din 21 august 2020 pentru modificarea și completarea Legii nr. 448/2006 privind protecția și promovarea drepturilor persoanelor cu handicap, publicată în  MONITORUL OFICIAL nr. 767 din 21 august 2020
- LEGEA nr. 106 din 3 iulie 2020 privind modificarea și completarea Legii nr. 217/2003 pentru prevenirea și combaterea violenței domestice, publicată în  MONITORUL OFICIAL nr. 588 din 6 iulie 2020.

Activitățile caritabile la care a participat sunt campaniile de ajutorare a elevilor „O șansă egală la educație” în 2014, 2015, 2016, 2017, 2018, 2019, 2023; reabilitarea Școlii din Sieu Odorhei în urma incendiului din septembrie 2016; ajutorarea familiilor care au fost afectate de calamități naturale (inundații, incendii etc.) în județul Bistrița-Năsăud; voluntariat la Fundația Sfântul Andrei în 2020, pe perioada stării de urgență legată de pandemia de coronavirus. 